# Salduba confusa
Salduba confusa är en tvåvingeart som beskrevs av Kertesz 1908. Salduba confusa ingår i släktet Salduba och familjen vapenflugor. Inga underarter finns listade i Catalogue of Life.